# William Compton (officier)
Pour les articles homonymes, voir William Compton.
William Compton (1625-1663) est un officier de l'armée royaliste anglaise. Il reçoit le nom de "cavalier divin" en 1648, d'Oliver Cromwell, pour sa conduite au siège de Colchester.

## Biographie
Il est le troisième fils de Spencer Compton (2e comte de Northampton) et de son épouse Mary Beaumont. Au début de la Première guerre civile anglaise son père lui ordonne de prendre les armes pour Charles Ier, qui lui donne le commandement d'un régiment. Il est en action lors de la prise de Banbury. Il mène ses hommes à trois attaques et fait tuer deux chevaux sous lui. À la reddition de la ville et du château, il est nommé lieutenant-gouverneur sous son père et est fait chevalier à Oxford le 12 décembre 1643.
Les forces parlementaires du Northamptonshire, de Warwick et de Coventry paraissent devant la ville de Banbury le 19 juillet 1644, mais il les défient. Le siège dure treize semaines, levé le 26 octobre par son frère, James Compton (3e comte de Northampton). Il demeure gouverneur de Banbury jusqu'à ce que le roi quitte Oxford et, lorsque tout le royaume se soumet au parlement, il se rend le 8 mai 1646 à des conditions honorables.
En 1648, il sert le roi dans l'expédition de Kentish et, en l'absence de George Goring (1er comte de Norwich) est nommé général à Greenwich. Major-général des forces du roi à Colchester, lorsque cette ville est assiégée par le général Thomas Fairfax, il maintient la garnison en ordre pendant qu'elle endure les privations. Après avoir été confiné pendant un certain temps, il est mis en liberté. Oliver Cromwell l'appelle "le jeune homme sobre et le cavalier pieux". Il est l’un des Sealed Knot qui a dirigé les huit tentatives de restauration de Charles II de 1652 à 1659. Il est en prison en 1655 et est de nouveau arrêté en 1658.
Après la restauration il est élu député de Cambridge le 11 mars 1661 au Parlement Cavalier. Le roi Charles II le nomme maître des munitions.
Il meurt subitement à Drury Lane à Londres, le 18 octobre 1663 et est enterré à Compton-Wynyates, Warwickshire, où un monument est érigé à sa mémoire.
Samuel Pepys, qui est le collègue de Compton au Comité pour Tanger, est choqué et attristé par sa mort inattendue, d'autant plus qu'il semblait être en parfaite santé, quelques jours auparavant. Pépys le loue comme "un homme sur mille", dont personne ne parle jamais mal. Il note avec amertume que, malgré le réel chagrin qui règne pour Compton, les réjouissances à la Cour se poursuivaient sans relâche.
Il épouse Elizabeth Tollemache, fille de Lionel Tollemache (2e baronnet) (en) et Elizabeth Stanhope, et veuve de William Alington (1er baron Alington). Ils n'ont pas d'enfants. Elle est morte en 1671.